# Malabar (Cibadak)
Malabar is een bestuurslaag in het regentschap Lebak van de provincie Banten, Indonesië. Malabar telt 2795 inwoners (volkstelling 2010).